# Galina Makarowa

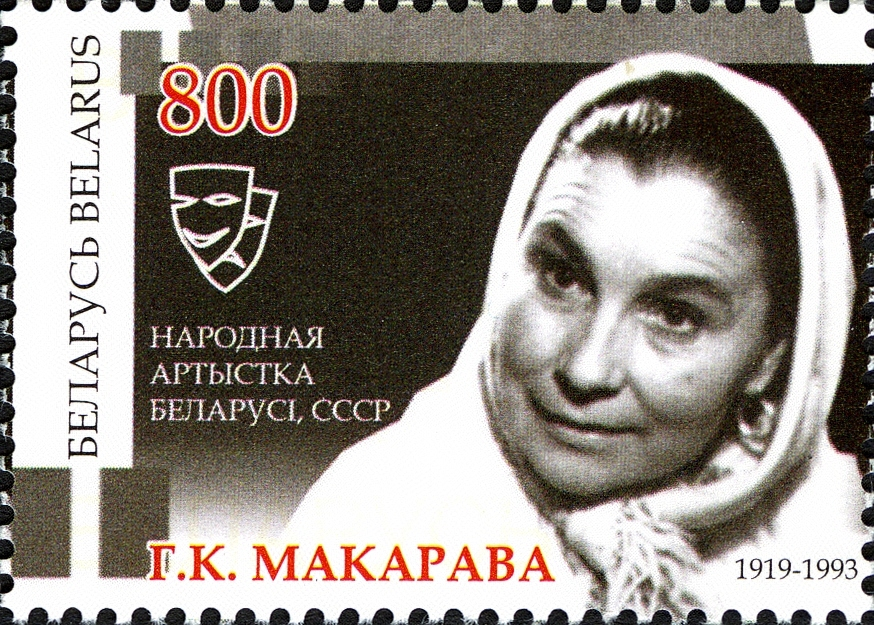
Znaczek pocztowy z podobizną Galiny Makarowej - Białoruś

Galina Klimientjewna Makarowa (ros. Галина Климентьевна Макарова; ur. 27 grudnia 1919 w Starobinie, zm. 28 września 1993 w Mińsku) – białoruska i radziecka aktorka filmowa i teatralna.
Przyznano jej tytuły Artystki Ludowej Białoruskiej SRR (1967) oraz Artystki Ludowej ZSRR (1980). Zmarła 28 września 1993 w Mińsku w wieku 73 lat i została pochowana na cmentarzu Wschodnim.

## Wybrana filmografia
- 1958: Schastye nado berech
- 1971: Polonez Ogińskiego
- 1976: Wdowy
- 1979: Młoda żona
- 1982: Svidaniye – matka Klawdii
- 1982: Varvarin den
- 1993: Lepiej być piękną i bogatą – matka Edmunda